# البدع (ملحان)

تعديل مصدري - تعديل

البدع هي إحدى قرى عزلة القبلة بمديرية ملحان التابعة لمحافظة المحويت، بلغ تعداد سكانها 161 نسمة حسب تعداد اليمن لعام 2004.